# Francis Harry Compton Crick
Francis Harry Compton Crick (8. lipnja, 1916. – 28. srpnja, 2004.), bio je engleski molekularni biolog, fizičar, i neuroznanstvenik, koji je najpoznatiji po sudjelovanju u otkrivanju strukture molekule DNK iz 1953.  On, James D. Watson, i Maurice Wilkins zajedno su dobili 1962. Nobelovu nagradu za fiziologiju ili medicinu za svoje otkriće u vezi molekularne strukture nukleinskih kiselina i njezine važnosti za prijenos podataka u živim organizmima.

## Vanjske poveznice
- (engl.)Nobelova nagrada - životopis